# جاي دي داوغرتي
جاي دي داوغرتي (بالإنجليزية: Jay Dee Daugherty)‏ هو كاتب أغاني وطبال أمريكي، ولد في 22 مارس 1952 في سانتا باربارا في الولايات المتحدة.

## وصلات خارجية
- جاي دي داوغرتي على موقع IMDb (الإنجليزية)
- جاي دي داوغرتي على موقع ميوزك برينز (الإنجليزية)
- جاي دي داوغرتي على موقع ديسكوغز (الإنجليزية)
- جاي دي داوغرتي على موقع قاعدة بيانات الفيلم (الإنجليزية)